# Hévízkáránd község
Hévízkáránd község (románul: Comuna Cărand) község Arad megyében, Romániában. Központja Hévízkáránd, hozzá tartozik Bélmárkaszék.

## Népessége
A 2011-es népszámlálás adatai alapján a község népessége 1036 fő volt.